# Hydriomena reflata
Hydriomena reflata là một loài bướm đêm trong họ Geometridae.